# Rogier van der Weyden
Rogier van der Weyden (ve francouzské literatuře též Rogelet da la Pasture, 1399 nebo 1400, Tournai – 18. června 1464) byl nizozemský malíř. Vedle van Eycka je považován za nejvýznamnějšího představitele rané nizozemské malířské školy. Těšil se již za svého života značné popularitě a úctě, byl jmenován městským malířem Bruselu a obdržel mnoho výnosných zakázek od evropských panovnických rodů.

## Život
Byl synem nožíře Henri de la Pasture z Tournai, ve valonské části Nizozemí a jeho ženy Agnes de Watrélos. Roku 1426 se oženil s Elisabeth, dcerou bruselského obuvníka Jana Goffaerta. Rogier a Elisabeth měli čtyři děti. Cornelius (* 1427, stal se kartuziánským mnichem), Margaretha (* 1432) a po přestěhování rodiny do Bruselu se dále narodili Pieter (* 1437, malíř) a Jan (* 1438, zlatník). Kolem roku 1427 vstoupil do učení k Robertu Campinovi.
V roce 1432 se stal samostatným mistrem a od roku 1435 působil jako městský malíř v Bruselu. V jeho dílně se učili tovaryši z různých částí Evropy. Dílo samotného Rogiera van der Weyden, rozšiřované pomocí grafických listů, dosáhlo velké proslulosti a významně ovlivnilo malířství ve střední Evropě. K jeho zákazníkům patřil Filip III. Dobrý a nizozemská i zahraniční šlechta. Malíř pobýval též v Lovani, Bruggách, Tournai a Dijonu. Roku 1450 podnikl cestu do Itálie, kde patrně namaloval obraz Ukládání do hrobu (Galerie Uffizi).

## Dílo
Podle dochovaných dokladů se Rogier van der Weyden stal žákem Roberta Campina ve 27 letech, což vedlo ke spekulacím, že některá díla Mistra z Flémalle, která vykazují stylistickou podobnost s díly Rogiera van der Weyden, jsou ve skutečnosti ranými díly jeho žáka.
První malířovou zakázkou v Bruselu bylo vyhotovení čtyř obrazů na téma Trajánova Justice pro Zlatou komoru tamní radnice. Tato díla, odhalená roku 1439, se v originálu nedochovala, protože roku 1695 při obléhání vojsky Ludvíka XIV. Brusel prakticky zničila dělostřelba a následné požáry. Je známa pouze volná kopie obrazů jako tapiserie s několika dobovými portréty a autoportrétem umělce, ze které je zřejmé, že ve své době měl vůdčí postavení jako portrétista.
Weydenův sloh se vyvíjel od měkkého gotického slohu k monumentálnímu tvrdému slohu vrcholného období a pozdní manýře v závěru života. Již rané Ukřižování má charakteristické znaky jeho slohu - dramatický pohyb a expresivní výraz tváří, nezájem o hluboký obrazový prostor (který je např. ve Snímání z kříže nahrazen zlatě zbarvenou zdí,), nejisté spojení figur s krajinou, nepevný postoj a nepřesná anatomie, ostrá kresba, drapérie lámaná v ostrých záhybech. Malíř používá barvu pro kolorování kresby v pestrých a lesklých tónech a neznázorňuje efekty světla a atmosférické jevy.
Kolem roku 1445 zhotovil své vrcholné dílo Snímání z kříže, určené pro kostel v Lovani (nyní Museo del Prado, Madrid). Obraz byl již za umělcova života obdivován pro dokonalost technického provedení a kopírován. Během pobytu v Itálii namaloval obraz Oplakávání Krista (1450), v němž je drsný severský expresionismus zmírněn ve prospěch realistického podání látek a drobných detailů.
Zřejmě až po návratu z Itálie vznikl rozměrný polyptych s Posledním soudem, objednaný kancléřem Rollinem pro kapli Hôtel Dieu v Beaune. Na přední straně oltáře je ve středu Kristus obklopen anděly a Archanděl Michael, který váží duše zemřelých. Šest postranních křídel zobrazuje kontinuální děj. Na zadní straně oltářních křídel, malovaných technikou grisaille, je výjev Zvěstování s figurami sv. Antonína a sv. Šebestiána a klečícími postavami donátorů. Styl zobrazení sv. Šebestiána s harmonickými proporcemi a přirozeným pohybem napovídá, že malíř mohl být obeznámen se soudobým italským sochařstvím ve Florencii nebo Sieně.
Z doby po roce 1450 pochází tzv. Bladelinův oltář, který objednal pokladník Filipa Dobrého a zakladatel města Middelburgu pro tamní kostel. V pozadí scén je namalován průhled do panoramatu města. Pozdním dílem z doby kolem roku 1462 je oltářní triptych s Klaněním tří králů pro kostel St. Kolomba v Kolíně nad Rýnem (nyní Alte Pinakothek, Mnichov).

### Galerie

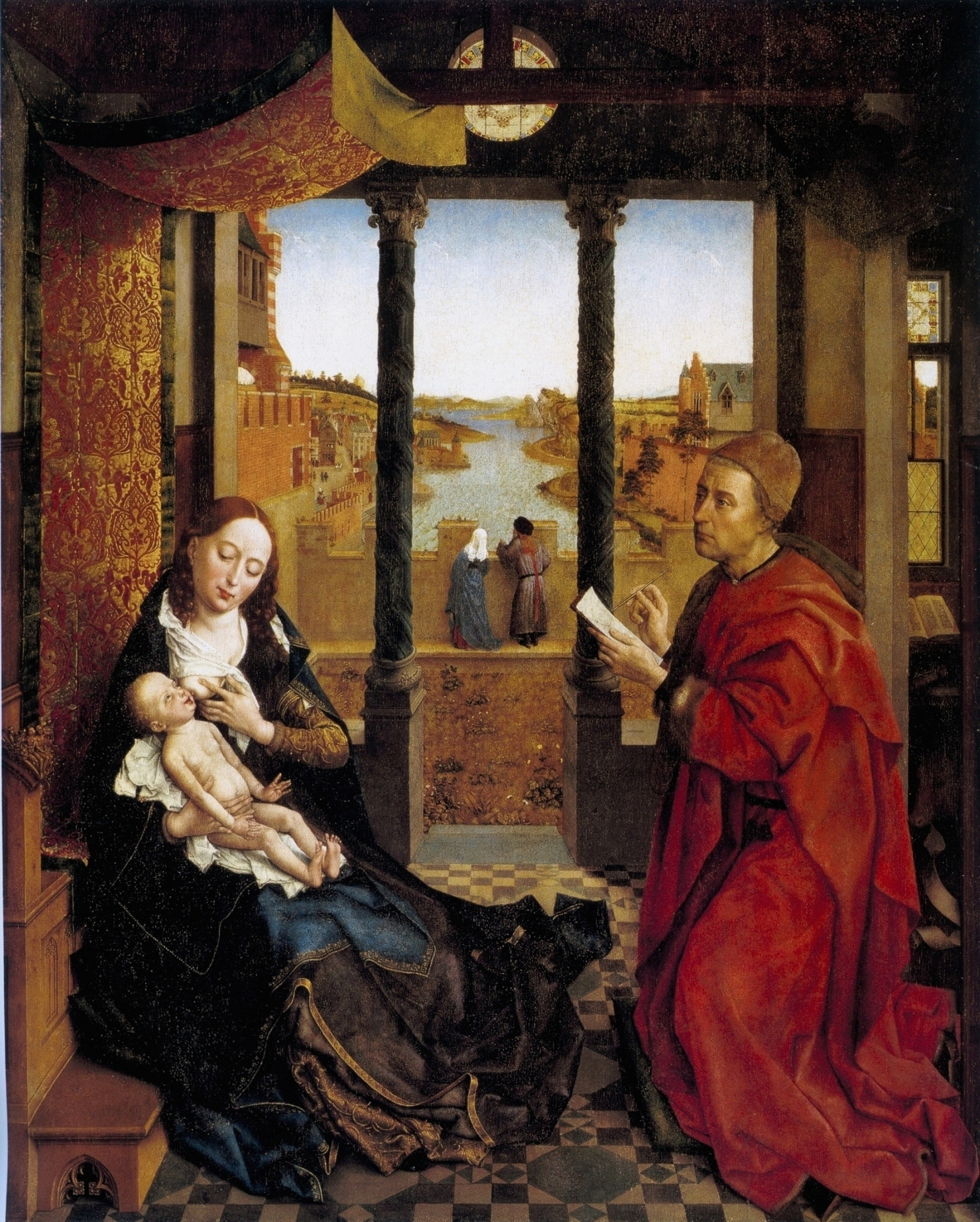
Autoportrét Rogiera van der Weyden jako sv. Lukáše malujícího Pannu Marii (asi 1440)